# Giovanni Battista Bongiorno

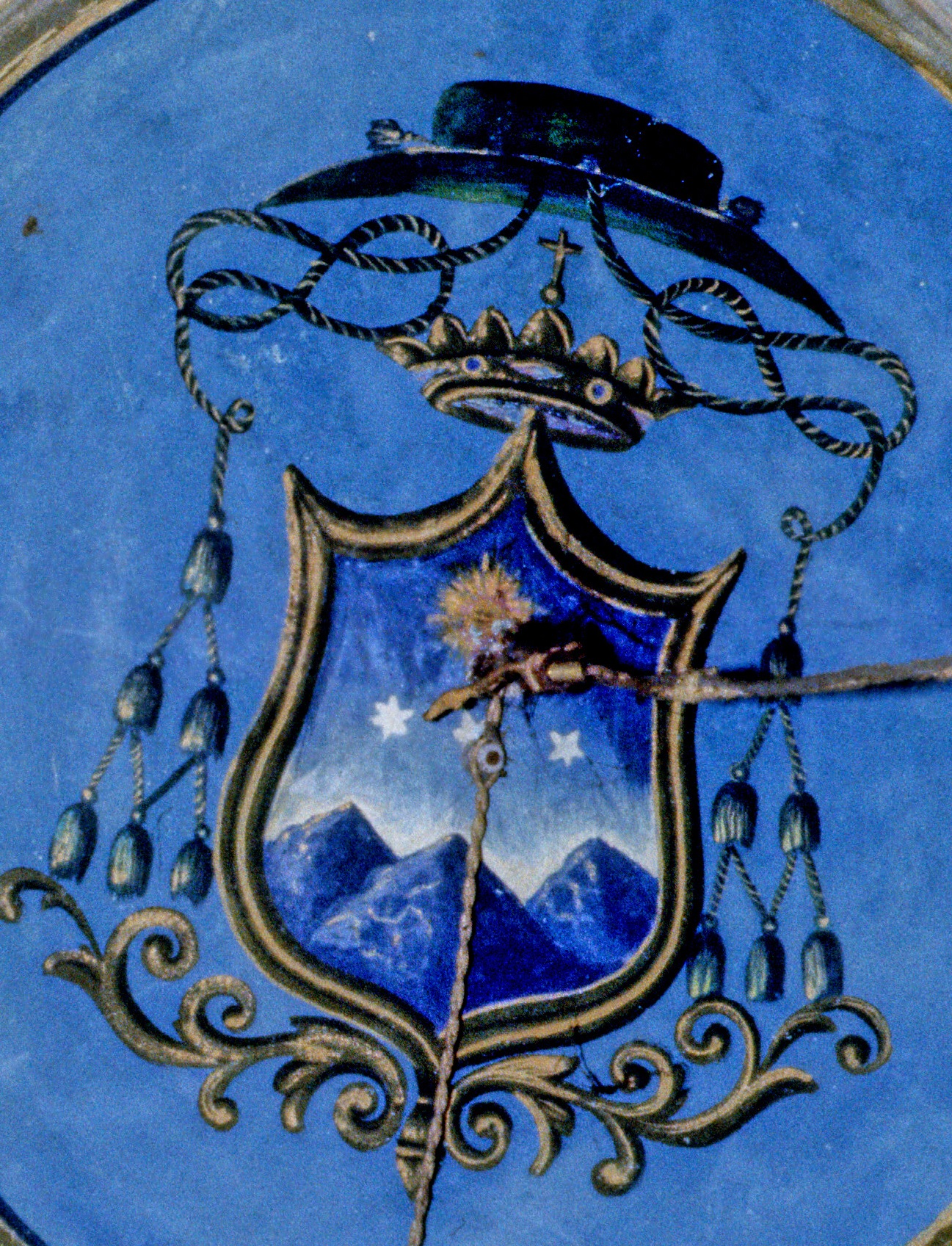
Blasone episcopale

Giovanni Battista Bongiorno (Palazzolo Acreide, 1º agosto 1830 – 4 dicembre 1901) è stato un vescovo cattolico italiano.

## Biografia
A dieci anni fu mandato a studiare presso i PP. Gesuiti di Noto e poi presso i PP. Filippini di Acireale, laureandosi poi a Catania in Sacra Teologia.
Fu ordinato diacono nel dicembre 1852 ed esattamente un anno dopo fu ordinato presbitero.
Il 21 dicembre 1874 fu nominato vescovo di Trapani da papa Pio IX; ricevette l'ordinazione episcopale il 14 marzo dell'anno seguente nella cattedrale di Noto dal futuro cardinale Giuseppe Guarino, arcivescovo metropolita di Siracusa. Prese possesso canonico della diocesi il 17 aprile successivo. Fino al 27 luglio 1879 non ricevette l'exequatur e pertanto aveva ricevuto l’ingiunzione di lasciare il palazzo arcivescovile. Un'eventuale resistenza avrebbe potuto comportare non solo l'uso della forza, ma anche l'allontanamento coatto dalla diocesi e l'affidamento della diocesi a un vicario capitolare.
Il 22 settembre 1879 papa Leone XIII lo trasferì alla sede di Caltagirone.
A marzo 1887 rassegnò le dimissioni dal governo pastorale della diocesi e il 14 marzo fu nominato vescovo titolare di Flaviopoli.
Morì il 4 dicembre 1901.

## Genealogia episcopale
La genealogia episcopale è:
- Cardinale Scipione Rebiba
- Cardinale Giulio Antonio Santori
- Cardinale Girolamo Bernerio, O.P.
- Arcivescovo Galeazzo Sanvitale
- Cardinale Ludovico Ludovisi
- Cardinale Luigi Caetani
- Cardinale Ulderico Carpegna
- Cardinale Paluzzo Paluzzi Altieri degli Albertoni
- Papa Benedetto XIII
- Papa Benedetto XIV
- Papa Clemente XIII
- Cardinale Marcantonio Colonna
- Cardinale Giacinto Sigismondo Gerdil, B.
- Cardinale Giulio Maria della Somaglia
- Cardinale Luigi Lambruschini
- Cardinale Girolamo d'Andrea
- Cardinale Michelangelo Celesia, O.S.B.
- Cardinale Giuseppe Guarino
- Vescovo Giovanni Battista Bongiorno